# Emilio Lissón
Emilio Juan Francisco Lissón y Chávez C.M. (Arequipa, Perú, 24 de mayo de 1872 - Valencia, España, 24 de diciembre de 1961), fue un sacerdote vicentino peruano. Obispo de Chachapoyas de 1909 a 1918; y 27.º arzobispo de Lima, entre 1918 y 1931. Se preocupó especialmente por las vocaciones sacerdotales y su formación. Durante el Oncenio de Leguía quiso consagrar el Sagrado Corazón de Jesús a la Nación peruana, pero este gesto fue cuestionado por la oposición política a dicho régimen, desatándose en Lima una masiva protesta pública, que encabezó el entonces líder estudiantil Haya de la Torre (1923). Bajo la Junta Militar de Gobierno de 1930 tuvo que partir al destierro al ser considerado como un colaboracionista del derrocado gobierno leguiísta, así como fue acusado de malversar los fondos eclesiásticos. Fue a Roma para exponer su defensa ante el papa Pío XI, pero este consideró que no tenía que dar ningún descargo. No se le abrió ninguna acusación canónica; en el Perú la justicia civil rechazó también la acusación de enriquecimiento ilícito. De todos modos renunció al arzobispado limeño y fue investido como arzobispo titular de Methymna. Se trasladó a España, donde se dedicó a la labor pastoral como obispo auxiliar en las diócesis de Sevilla y Valencia. Se ganó el aprecio de los feligreses y fue conocido como el Obispo de los pobres. Aunque deseaba volver al Perú, finalmente falleció en España. En 2003 se inició su proceso de beatificación.

## Biografía

### Educación
Nació en la ciudad de Arequipa, siendo sus padres Carlos Lissón Hernández y Dolores Chávez Fernández. Cursó sus primeros estudios en el Colegio San Vicente de Paúl, dirigido por el padre Hipólito Duhamel, y, terminados estos, ingresó al Seminario Mayor. Recibido en la Congregación de la Misión fundada por San Vicente de Paul, viajó a París en 1892, donde terminó sus estudios filosóficos y teológicos.

### Sacerdocio y docencia
Después de su ordenación sacerdotal en París en 1894, volvió a Arequipa, donde se graduó en Ciencias en la Universidad Nacional de San Agustín, a la vez que desarrolló su labor sacerdotal. Fue profesor en el Seminario de San Jerónimo de Arequipa y en el Seminario de San Carlos y San Marcelo de Trujillo.

### Obispo de Chachapoyas
Contaba con 37 años de edad, cuando el papa San Pío X le preconizó obispo de Chachapoyas, el 16 de marzo de 1909, siendo consagrado por el arzobispo de Lima, Pedro García Naranjo, en la Catedral de Lima, el 19 de septiembre del mismo año.
En 1911 visitó la Curia General de los Pasionistas en Roma, solicitando ayuda para su trabajo en la diócesis de Chachapoyas. Merced a esta gestión, en 1913 llegaron seis sacerdotes y seis hermanos, quienes trabajaron hasta 1918, desarrollando una esforzada labor misional en el inmenso territorio del obispado, que abarcaba los actuales departamentos de Amazonas, San Martín y Loreto, en la selva amazónica peruana.
En la biografía de monseñor Lissón, escrita por el padre José Herrera C. M. con el título de El obispo de los pobres, se cuenta que el papa San Pío X, al constatar el extenso y agreste territorio de la diócesis de Chachapoyas, le dijo al obispo peruano: «Necesitas, hijo, más piernas que cabeza». A lo que Lissón contestó: «Santo Padre, afortunadamente lleno esa exigencia pastoral». Y rieron ambos. Efectivamente, Lissón era alto y enjuto.
Celebró en su diócesis cuatro sínodos (1911, 1913, 1916 y 1918), desarrolló una gran labor social para los pobres e hizo mejoras de orden material en su sede (reconstrucción de la catedral, el seminario y el palacio episcopal, así como la instalación de luz eléctrica y talleres mecánicos).

### Arzobispo de Lima
El 22 de enero de 1918 fue propuesto como arzobispo de Lima, siendo confirmado el 25 de febrero. Tomó posesión solemne de su nueva sede el 20 de julio.
Personalmente, se encargó de la visita pastoral en su arquidiócesis, sin dejar de visitar parroquia alguna. Se preocupó especialmente por las vocaciones sacerdotales y su formación. Vivía en el seminario para conocer mejor a sus seminaristas, con quienes charlaba por las tardes. Durante su gestión, se crearon cinco seminarios menores para la educación primaria y secundaria, como el Externado de Santo Toribio, confiado a los Hermanos de La Salle, que llegaron al Perú en 1922 ante su pedido personal en la Casa Generalicia de Bruselas en 1920. Entre los seminarios están los de Canta, Moyobamba y Barranca. Promovió además una formación más eclesiástica en el Seminario de Santo Toribio. Personalmente o bajo su dirección, impulsó la instrucción del catecismo en toda su arquidiócesis. 
En 1919 viajó a Roma para interceder ante el papa por los católicos de Tacna y Arica, provincias peruanas que desde 1880 estaban ocupadas por los chilenos, quienes ilegalmente las mantenían en cautiverio, cometiendo una serie de tropelías contra la población peruana.
Igualmente, merece destacarse el importante papel que cumplió en la organización y dirección de varias asambleas episcopales, como el 16.º Sínodo Arquidiocesano en 1926 y el 8.º Concilio Limense en 1927.
Fundó la Sindicatura Eclesiástica, que puso bajo la dependencia de la curia arzobispal. La misión de esta entidad era cautelar la administración de los inmuebles pertenecientes a las entidades eclesiásticas. En su deseo de mejorar la economía de la arquidiócesis (para que esta pudiera cubrir los gastos de mantenimiento de sus instituciones), creó el Monte de Piedad, y dio otras medidas para invertir los fondos eclesiásticos, siguiendo modelos tomados de los obispados estadounidenses.
Auspició la fundación de la publicación católica La Tradición y la creación de la Acción Católica. No tuvo éxito en su proyecto de fundar la Universidad Católica Bartolomé Herrera, por lo que brindó su apoyo a la Universidad Católica del Perú fundada en 1917 por el padre de los Sagrados Corazones, Jorge Dintilhac SS.CC.
Promovió la creación de la Prefectura Apostólica de San Gabriel del Marañón, con sede en Yurimaguas, a cargo de los Pasionistas. 
Muy importante fue también su afán por la justa retribución salarial de los obreros y su esfuerzo por exigir mejores condiciones de vida y vivienda para los trabajadores. Fue un gran impulsor de la Doctrina Social de la Iglesia.
Auspició las solemnes Coronaciones Canónicas de las imágenes de la Virgen de la Merced en 1921 y de Nuestra Señora del Rosario de Lima en 1927, expresión del arraigo del culto mariano en la capital peruana. En 1922, tuvo a su cargo la bendición de las sagradas andas en plata maciza y oro del Señor de los Milagros de Nazarenas.

### La consagración al Corazón de Jesús
Por esa época el anticlericalismo decimonónico estaba ya en retroceso y se iba gestando la necesidad de afianzar la influencia espiritual de la Iglesia en la vida social y política del Perú, para lo cual se hacía indispensable el apoyo oficial del Estado. Durante el gobierno de Augusto B. Leguía (1919-1930), Lissón procuró este acercamiento. En febrero de 1929, en ceremonia encabezada por la jerarquía católica limeña, el nuncio apostólico Gaetano Cicognani, otorgó al presidente Leguía el título de «Caballero de la Suprema Orden Militar de Cristo».
También se propuso la consagración oficial de la nación peruana al Sagrado Corazón de Jesús. Fue aprobada esta decisión por todos los obispos peruanos, y el 25 de abril de 1923, Lissón publicó una Carta Pastoral explicando el significado de esta consagración nacional que iba a dirigir el presidente Leguía, en su calidad de «Patrono de la Iglesia en el Perú» y cuya fecha tendría en su decisión elegir. No bien conocida esta noticia, salieron a las calles obreros y estudiantiles, encabezados por el líder estudiantil Víctor Raúl Haya de la Torre (ya célebre por participar en las jornadas por las ocho horas de trabajo de 1919 y que años después fundaría el partido aprista), protestando contra la consagración el día 23 de mayo, pues consideraron que dicho acto tenía un tinte político, cuya verdadera intención sería enderezar el voto de las masas para que apoyaran la controvertida reelección de Leguía (la que, efectivamente, se produjo en 1924). A esta protesta se sumaron liberales anticlericales, gente del credo protestante, extremistas de izquierda y opositores al gobierno. Debido al caos desatado en la capital, que originó la muerte de un obrero y un estudiante, así como de tres miembros de la fuerza pública, Lisson suspendió la consagración el día 25.

### Graves acusaciones
Tras la caída del presidente Leguía y la toma del poder del teniente coronel Luis Sánchez Cerro en agosto de 1930, el nuevo gobierno militar presionó ante la Santa Sede para que Lissón fuera relevado del arzobispado, acusándolo de actos irregulares. Se le acusó de haber intentado legitimar la dictadura leguiísta aprovechando el sentimiento católico del pueblo peruano. Otra acusación más grave fue la de malversar los bienes de la arquidiócesis, al haber invertido los fondos de las religiosas y del cabildo metropolitano en empresas que después fracasaron. Es verdad que el arzobispo hizo esas inversiones, pero con el fin de mejorar las condiciones económicas de la arquidiócesis, que permitieran el sostenimiento de sus instituciones. Nunca se comprobó que hubiera algo irregular en todo ello. Se le quiso abrir juicio por enriquecimiento ilícito ante el Tribunal de Sanción Nacional (tribunal ad hoc creado por el gobierno militar), pero la acusación fue rechazada. Algunos años después, sus acusadores le pidieron perdón y reconocieron que sus imputaciones eran injustas. Efectivamente, Lissón siempre vivió pobremente. 
Obligado prácticamente a abandonar Lima, Lissón marchó Roma, simulando una visita ad limina, cuando en realidad se trataba de un destierro. Fue recibido por el papa Pío XI, el 20 de febrero de 1931. Quiso explicar la verdad de los hechos, pero el papa le respondió: «Usted no tiene nada de qué defenderse: no hay ninguna acusación canónica: yo he usado este procedimiento paterno para su bien y el de sus feligreses». Renunció formalmente al arzobispado de Lima y su sucesor fue Mariano Holguín, como administrador apostólico, hasta que en 1933 asumió como nuevo arzobispo Pedro Pascual Farfán.

### El Obispo de los pobres

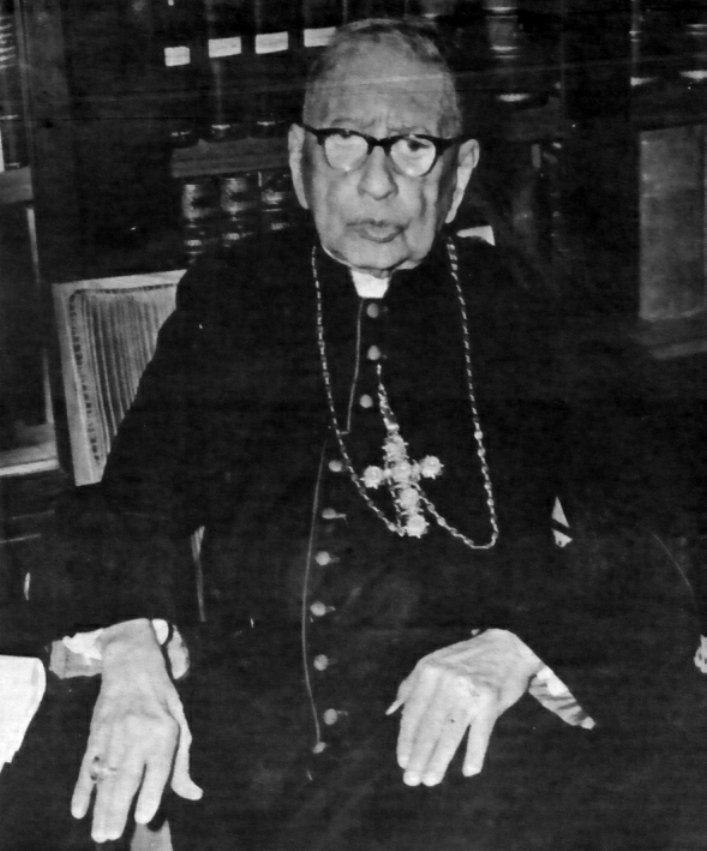
Fotografía de monseñor Emilio Lissón en sus postreros años.

Fue investido como arzobispo titular de Methymna, pero humildemente pidió volver al Perú como «párroco de Chachapoyas o en alguna tribu de los indios», sin éxito. En los archivos del Vaticano se dedicó a recopilar documentación sobre la historia de la Iglesia en el Perú.
En 1940 pasó a España, donde continuó su labor investigadora en el Archivo General de Indias de Sevilla. A la par fue solicitado por el cardenal Pedro Segura de Sevilla y monseñor Marcelino Olaechea de Valencia, para que actuara como obispo auxiliar en ambas diócesis, en vista de la necesidad de personal tras la guerra civil española, pues miles de sacerdotes y religiosos habían muerto martirizados en dicha contienda.
En 1950, se le autorizó volver al Perú, con la condición de que se estableciera en Arequipa. Pero luego se consideró más conveniente que continuara su labor pastoral en España, donde se había ganado el cariño de innumerables fieles. Los gitanos andaluces le llamaban «Obispo Santo»; en la región levantina lo conocían como «el Obispo de los pobres».
Falleció el 25 de diciembre de 1961, en Valencia. Sus restos están sepultados en la Catedral de Lima desde 1991. En 2003 se inició su proceso de beatificación, que para el 2008 se hallaba ya clausurado en su fase diocesana.

## Publicación
- La Iglesia de España en el Perú. Colección de documentos para la historia de la Iglesia en el Perú, que se encuentran en varios archivos (4 volúmenes en 22 fascículos, 1943-1947).[3] Los beneficios que obtuvo de la publicación de esta monumental obra fueron destinados a becas de estudio para futuros sacerdotes de Perú.